# Arracão
Arracão é uma região histórica costeira do sudeste da Ásia, localizada entre a baía de Bengala a oeste, o subcontinente indiano a norte e a Birmânia a leste. As Montanhas do Arracão isolaram a região e a tornaram acessível apenas pelo mar. A região atualmente forma o estado de Arracão em Mianmar.
Os primeiros habitantes do Arracão provavelmente são o povo tibeto-birmanês, que atualmente compõem a maioria da região. Dada a sua proximidade com o subcontinente indiano, os povos de línguas indo-arianas estão presentes no Arracão desde a antiguidade. O Arracão tornou-se uma das primeiras regiões do sudeste da Ásia a abraçar as religiões dármicas, particularmente o budismo e o hinduísmo. O Islã chegou com os comerciantes árabes no século VIII. A partir do século XV, a influência islâmica cresceu durante a vassalagem arracanesa ao Sultanato de Bengala. O Reino de Mrauk U surgiu como um reino arracanês independente por 300 anos. Durante a Era dos Descobrimentos, o Arracão despertou o interesse do Império Português a partir de 1514 e no século XVII da Companhia Neerlandesa das Índias Orientais. O Arracão tornou-se um centro de pirataria e outras áreas de comércio.
Após a conquista da Companhia Britânica das Índias Orientais, o Arracão tornou-se uma das divisões da Índia Britânica e recebeu colonos oriundos da região vizinha, a Divisão de Chatigão da Presidência de Bengala. Em 1937, tornou-se uma divisão da Birmânia britânica. A Divisão do Arracão foi na ocasião uma das principais exportadoras de arroz. Durante a Segunda Guerra Mundial, a região foi ocupada pelo Japão Imperial. As Forças Aliadas libertaram o Arracão durante a Campanha da Birmânia. Continuou sendo uma divisão administrativa depois da independência birmanesa; e mais tarde tornou-se uma província. No início de 1960, a parte norte do Arracão foi governada a partir de Rangum como a Distrito da Fronteira de Maiu.
Em 1982, a lei de nacionalidade birmanesa despojou muitos habitantes da região de sua cidadania. Em 1989, a junta militar birmanesa mudou o nome oficial da Birmânia para Mianmar. Na década de 1990, a junta mudou o nome do Estado do Arracão para Estado de Rakhine - um nome que reflete o domínio da maioria de Rakhine. Muitos na minoria ruainga (rohingya) se opuseram fortemente a alteração. A região tem visto conflitos entre o Estado birmanês, os nacionalistas arracaneses e os rebeldes ruaingas. Em tempos mais recentes, o Estado de Rakhine tem se destacado pelo êxodo de refugiados para países vizinhos devido às operações militares do Tatmadaw (Exército de Mianmar).

## Etimologia
Cláudio Ptolomeu identificou Arracão como Argiré. Registros portugueses grafavam o topônimo como Arracão. O topônimo foi escrito como Araccan em muitos mapas antigos e publicações europeias. A região foi nomeada como "Divisão de Arracão" (Arakan Division) durante o domínio britânico na Birmânia.

### Outros nomes
Os primeiros comerciantes árabes estavam familiarizados com o topônimo indiano de Rohang como o nome de Arracão. A tradição birmanesa mantém o nome da região como sendo Rakhaing.

## História

### Primeiros habitantes
Não está claro quem foram os primeiros habitantes; alguns historiadores acreditam que os primeiros colonizadores incluíram a tribo Mro birmanesa, mas há uma falta de evidência e nenhuma tradição clara de sua origem ou registros escritos de sua história. A história tradicional birmanesa sustenta que o Arracão foi habitado pelos arracaneses desde 3 000 a.C.. Mas não há evidência arqueológica para apoiar essa reivindicação.:17 De acordo com o historiador britânico Daniel George Edward Hall, que escreveu extensivamente sobre a história da Birmânia, "os birmaneses aparentemente não se estabeleceram no Arracão possivelmente até depois do século X Por isso, acredita-se que dinastias primitivas tenham sido indianas, dominando uma população similar à de Bengala. Todas as capitais conhecidas pela história foram no norte, perto da moderna Akyab".

### Antiga influência índica

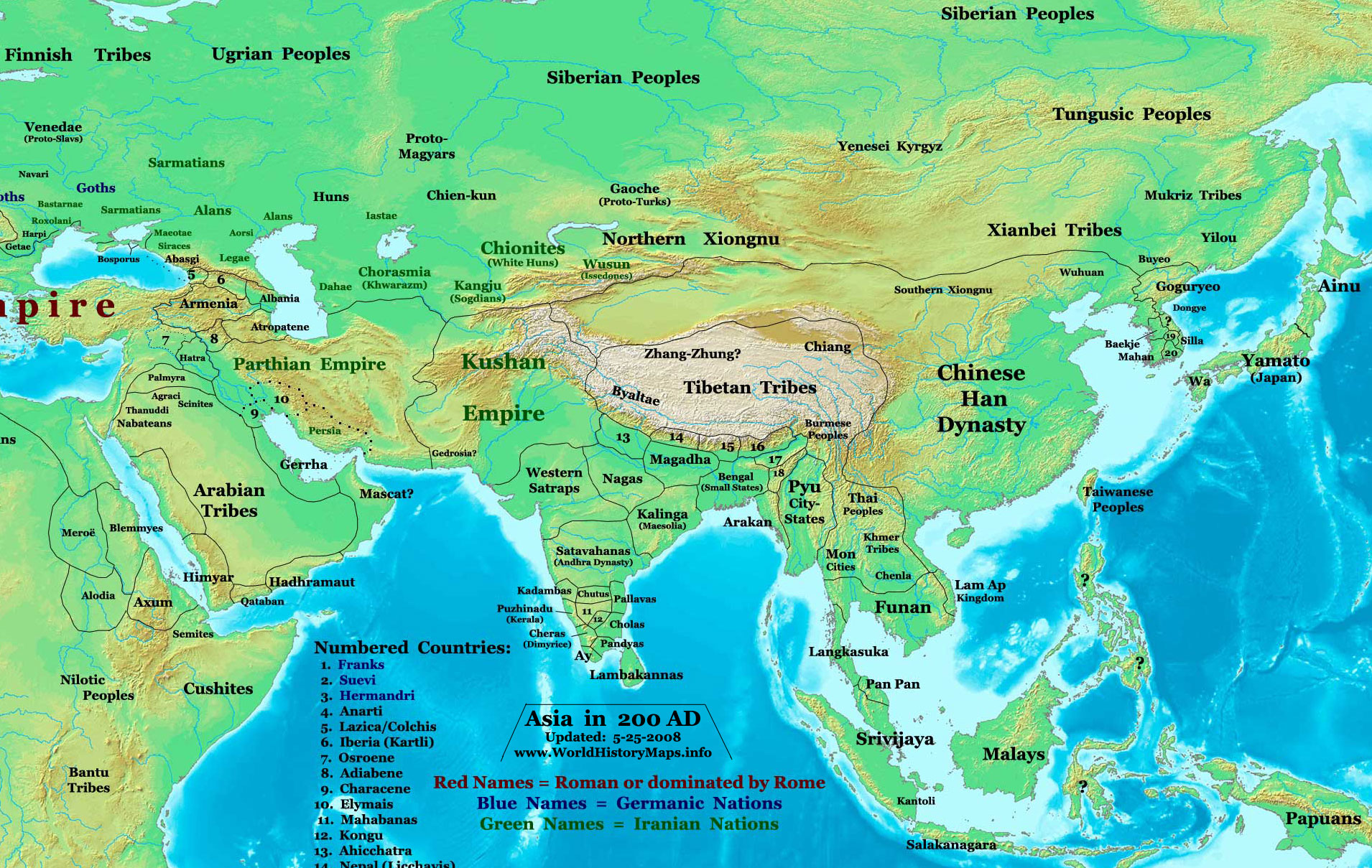
Um mapa mostrando o Arracão como vizinho dos reinos do delta do Ganges em 200

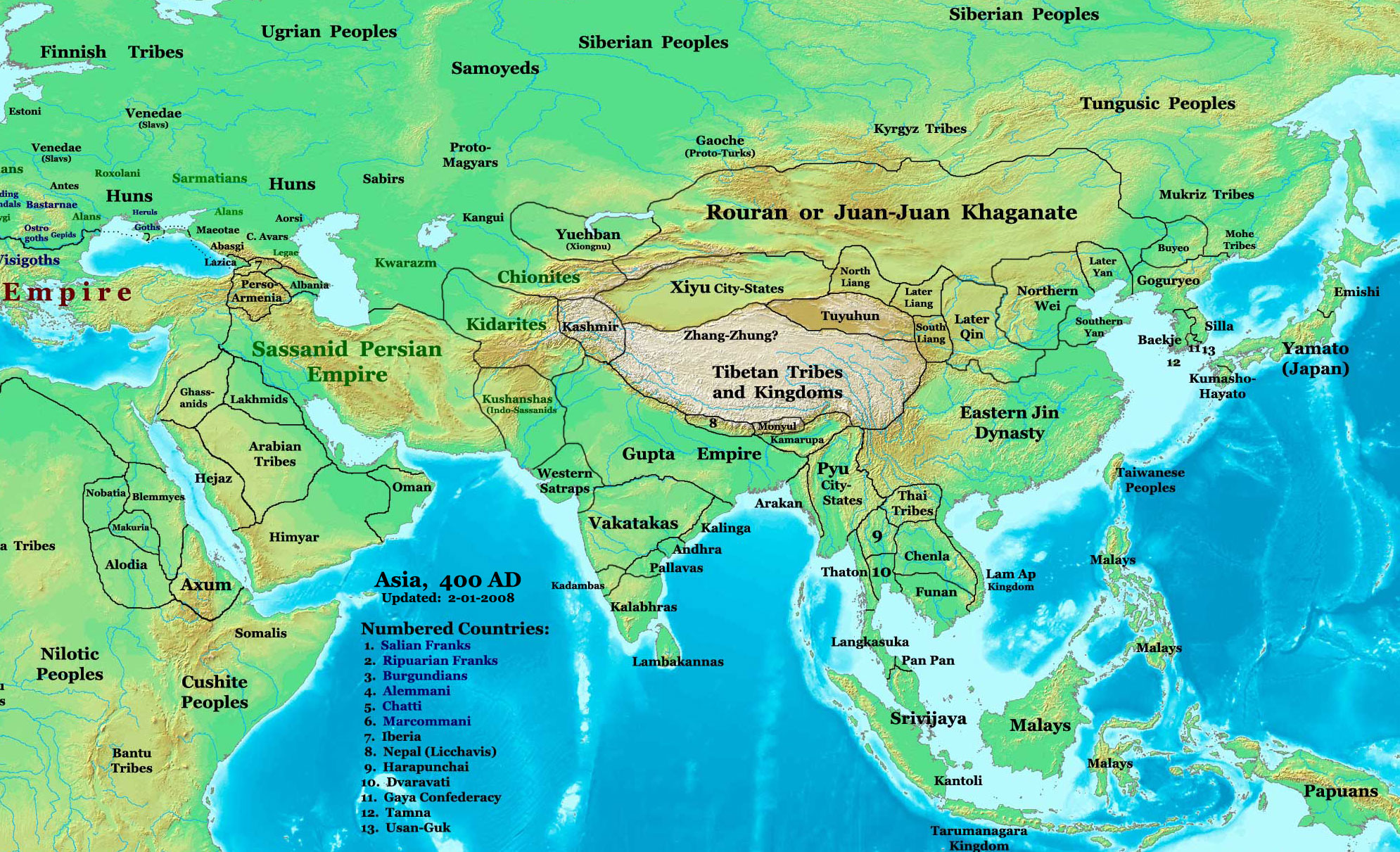
Um mapa mostrando o Arracão como vizinho do Império Gupta Indiano em 400

O Arracão ficou sob forte influência índica a partir do subcontinente indiano, particularmente os antigos reinos do delta do Ganges. O Arracão foi uma das primeiras regiões do sudeste da Ásia a adotar religiões dármicas e tornou-se um dos primeiros reinos indianizados do sudeste da Ásia. Missionários budistas do Império Máuria viajaram através do Arracão para outras partes do sudeste asiático.

### Primeiros estados
Devido à evidência de inscrições em sânscrito encontradas na região, os historiadores acreditam que os fundadores do primeiro estado arracanês foram indianos.:17 O primeiro estado arracanês desenvolveu-se em Daniauádi entre os séculos IV e VI. A cidade era o centro de uma grande rede comercial ligada à Índia, China e Pérsia.:18 O poder então deslocou-se para a cidade de Uaitali, onde a dinastia Chandra governou. Uaitali tornou-se um porto comercial rico.:18 O estado de Hariquela, regido pelos Chandra, era conhecido como Reino de Rumi para os árabes.

### Chegada do Islã
Desde o século VIII, mercadores árabes começaram a conduzir atividades missionárias e muitos habitantes locais se converteram ao islamismo. Alguns pesquisadores especularam que os muçulmanos usavam rotas de comércio na região para viajar à Índia e à China. Um ramo do sul da Rota da Seda ligava a Índia, a Birmânia e a China desde o período neolítico. Muitos comerciantes árabes se casaram com mulheres locais e se estabeleceram no Arracão. Como resultado do casamento e conversão, a população muçulmana no Arracão cresceu.

### Migração arracanesa
Também não está claro que os arracaneses eram uma das tribos das Cidades-Estados Pyu porque os Pyus não estão relacionados com a etnia birmanesa. Eles começaram a migrar para o Arracão através das Montanhas do Arracão no século IX. Os arracaneses se estabeleceram no vale do rio Lemro. Suas cidades incluíam Sambawak I, Pyinsa, Parein, Hkrit, Sambawak II, Myohaung, Toungoo e Launggret. As cidades floresceram entre os séculos XI e XV. Os birmaneses invadiram o Arracão em 1406.:18–20

### Influência indo-islâmica

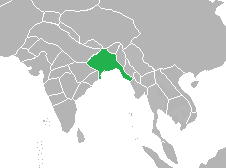
Arracão sob o Sultanato de Bengala no século XV

Após a invasão birmanesa, Mim Sau Mom fugiu para Gaurh no Sultanato de Bengala, onde permaneceu no exílio por 24 anos depois de receber asilo pelo Sultão Queaçadim Azã Xá. O Sultanato de Bengala foi um dos principais estados islâmicos estabelecidos após a conquista muçulmana do subcontinente indiano.
Em 1430, Mim Sau Mom recuperou o controle do Arracão com a ajuda do Sultanato de Bengala. Ele estabeleceu sua nova capital na cidade de Mrauk U. O Arracão tornou-se um Estado vassalo do Sultanato de Bengala e reconheceu a soberania bengalesa sobre algum território do norte do Arracão. Os reis arracaneses adotaram títulos islâmicos e utilizaram o taka bengali. Mim Sau Mom intitulou-se como Solimão Xá. Os bengalis se estabeleceram no Arracão e formaram seus assentamentos.:20

### Reino de Mrauk U

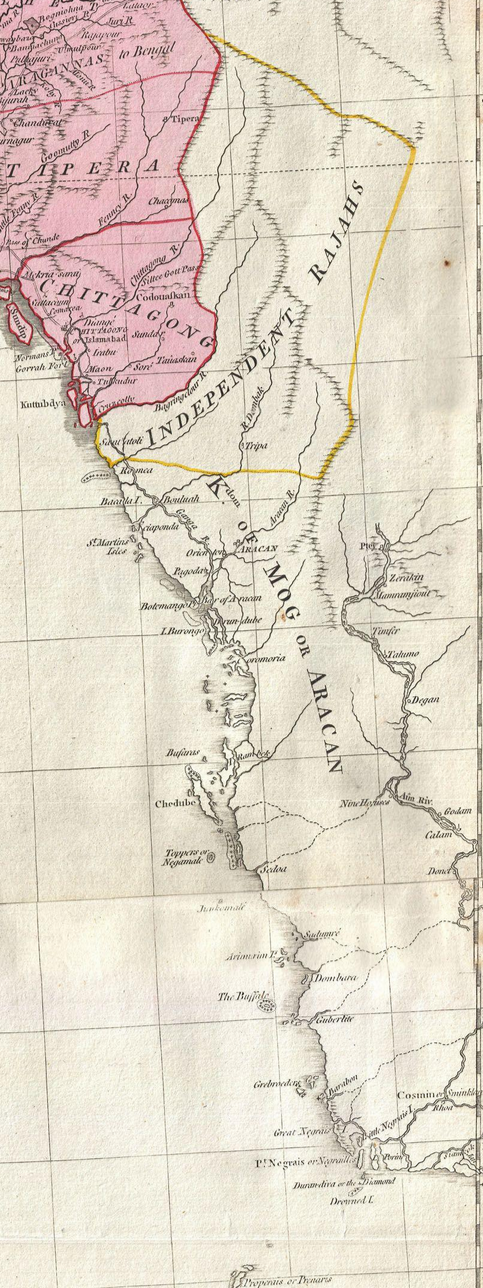
O Reino de Mrauk U no século XVIII

Os sucessores de Mim Sau Mom no Reino de Mrauk U procuraram acabar com a hegemonia do Sultanato de Bengala. Mim Cai (Ali Cã) foi o primeiro a desafiar a hegemonia bengali. Ba Sau Piu (Calima Xá) derrotou o sultão de Bengala Rocanadim Barbaque Xá em 1459. Mim Bim (Zabuque Xá) conquistou Chatigão. Tirando vantagem da campanha de invasão do Império Mogol em Bengala, a marinha e os piratas do Arracão dominaram uma linha costeira de 1000 milhas, abrangendo desde os Sundarbans até Moulmein. O litoral do reino era frequentado por árabes por portugueses ( a partir de 1514) e um século depois por holandeses, dinamarqueses . O controle dos vales do rio Kaladan e do rio Lemro levariam ao aumento do comércio internacional, tornando Mrauk U próspero. Os reinados de Mim Palaungue (Siquender Xá), Mim Rajagiri (Salim Xá I) e do neto Mim Camaungue (Huceine Xá) fortaleceram a riqueza e o poder de Mrauk U.:20–21 O Arracão foi conivente no comércio de escravos com o assentamento português em Chatigão. Depois de conquistar a cidade portuária de Sirião em 1599, o Arracão nomeou o mercenário português Filipe de Brito e Nicote como o governador de Sirião. Mas Nicote depois transferiu Sirião para a autoridade da Índia portuguesa. :21
Mesmo após a independência dos sultões de Bengala, os reis arracaneses continuaram o costume de manter títulos muçulmanos.  Eles compararam-se aos sultões e moldaram-se conforme os governantes mogóis. Também continuaram a empregar indianos e muçulmanos em posições de prestígio dentro da administração real.  A corte adotou os hábitos indianos e islâmicos da vizinha Bengala.  Mrauk U hospedou mesquitas, templos, santuários, seminários e bibliotecas. :22 Syed Alaol foi um renomado poeta do Arracão. A influência indiana e muçulmana continuaria nos assuntos arracaneses por 350 anos.
Em 1660, Xá Xuja, irmão do Imperador Aurangzeb e pretendente ao Trono do Pavão, recebeu asilo em Mrauk U. Membros da comitiva de Xuja foram recrutados no exército e na corte arracanesa, sendo dignitários em Arracão até à conquista birmanesa.  O Arracão sofreu uma grande derrota para as forças de Suba de Bengala durante a Batalha de Chatigão em 1666, quando Mrauk U e os seus aliados Portugueses perdeu o controle do sudeste de Bengala. O reinado da dinastia Mrauk U continuou até o século XVIII.

### Conquista birmanesa
A dinastia Konbaung conquistou o Arracão em 1784. Mrauk U foi devastada durante a invasão.:22 O Império Birmanês executou milhares de homens e deportou uma porção considerável de pessoas da população arracanesa para a Birmânia central.

### Império Britânico

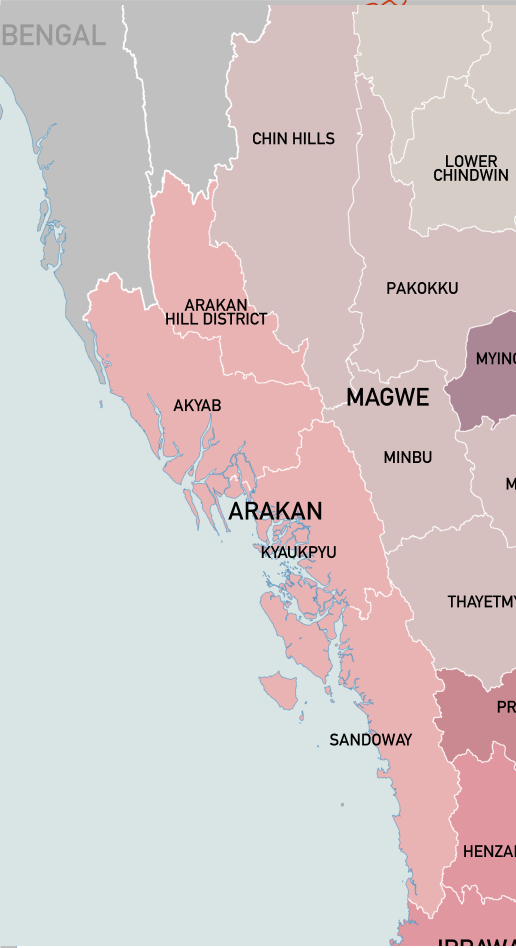
Divisão Britânica do Arracão em 1931

O Império birmanês cedeu o Arracão à Companhia Britânica das Índias Orientais pelo Tratado de Yandabo de 1826. O Arracão tornou-se uma das divisões da Índia britânica. Inicialmente governada como parte da Presidência de Bengala, recebeu muitos colonos da Divisão de Chatigão. Os colonos se tornaram influentes no comércio, na agricultura e na navegação. Em 1937, o Arracão tornou-se parte da província de Burma, que foi separada da Índia em uma colônia da coroa distinta. Durante a Segunda Guerra Mundial, o Arracão padeceu a ocupação japonesa da Birmânia. O Exército Independente Birmanês e a V Force pró-britânica foram ativas na região. As tensões sectárias se intensificaram durante os massacres no Arracão em 1942. O domínio japonês terminou com a bem-sucedida Campanha da Birmânia pelas forças aliadas.
Durante o domínio britânico, a Divisão do Arracão foi uma das maiores exportadoras de arroz do mundo. A divisão portuária e capital Akyab foram dominados pelos arracaneses ruaingas, o que causou tensão com os arracaneses birmaneses. Ambos os grupos foram representados como nativos no Conselho Legislativo da Birmânia e na Legislatura da Birmânia. Nos anos 1940, os arracaneses muçulmanos apelaram a Muhammad Ali Jinnah para incorporar os distritos do vale do rio Maiu no Domínio do Paquistão.

### Independência birmanesa
O Arracão tornou-se uma das divisões da União da Birmânia após a independência do domínio britânico. A Birmânia foi uma democracia parlamentar até o golpe de Estado de 1962. A parte norte do Arracão seria governada pelo governo central em Rangum no início dos anos 1960. Conhecido como Distrito da Fronteira de Maiu, abrangia municípios perto da fronteira com o Paquistão Oriental.
Em 1982, a junta birmanesa promulgou a lei de nacionalidade birmanesa que não reconhecia os ruaingas como um dos grupos étnicos de Mianmar, assim despojando-os de sua cidadania. Em 1989, o governo birmanês alterou o nome do país de Birmânia para Mianmar. Na década de 1990, o Conselho de Estado para a Paz e Desenvolvimento mudou o nome do Estado do Arracão para Estado de Rakhine. No entanto, o novo nome não é aceito como legítimo por muitos nas comunidades arracanesas e ruaingas, preferindo o termo histórico Arracão.
Grupos liderados pelos arracaneses, como o Exército de Libertação do Arracão, buscaram independência para a região. Outros grupos, incluindo a Organização Nacional dos Ruaingas do Arracão, exigiram autonomia. A região testemunhou repressão militar durante a Operação Dragão Rei em 1978; em 1991 e 1992 após a Revolta 8888 e eleição geral de 1990; os motins de 2012, uma crise dos refugiados ruaingas em 2015 e a perseguição dos ruaingas a partir de 2016.